# Herb Iwanisk
Herb Iwanisk – jeden z symboli miasta i gminy Iwaniska w postaci herbu.

## Wygląd i symbolika
Herb przedstawia na tarczy w polu błękitnym złoty kontur zamku, a w jego środku złotą podkowę, z krzyżem wewnątrz. 
Podkowa z krzyżem jest odmianą herbu Jastrzębiec. Kontur zamku nawiązuje natomiast do zamku Krzyżtopór w Ujeździe. 

## Historia

Dawny herb gminy

Obecny wygląd herbu został ustanowiony 26 czerwca 2008 roku. Choć nowa wersja herbu obowiązuje od 2008, to na stronach gminy można znaleźć również jego starą wersję, nawiązującą do jej historycznego wyglądu, obowiązującego przed 1870 rokiem.
Historycznie pierwszym herbem Iwanisk był szlachecki herb Topór (w prawo), związany z rodem Ossolińskich. W XVIII w. zastąpiony herbem składającym się z trzech godeł luzem w jednej tarczy: Topora, Leliwy i Kościeszy.